# Phường 1, Bình Thạnh
Phường 1 là một phường thuộc quận Bình Thạnh, Thành phố Hồ Chí Minh, Việt Nam.
Phường 1 có diện tích 0,27 km², dân số năm 2021 là 12.474 người,  mật độ dân số đạt 46.200 người/km².